# 歪度
確率論および統計学において、歪度（わいど、skewness）は、分布の非対称性を示す指標である。日本産業規格では、ゆがみ、ひずみ（歪み）を確率密度関数または確率関数 f (x)  のグラフが左右対称でないこと、ゆがみの程度を平均値まわりの 3 次モーメント µ3 と標準偏差 σ の 3 乗との比 µ3/σ3 と定義している。
分布の尖り（とがり）具合を示す指標である尖度とともに用いる。歪みをもち、尖度が大きい金融データなどではこれらの指標を頻繁に用いる。

## 標準化
確率分布の分布特性を示すためには、通常は期待値および分散が用いられる。さらに、分布型の差を示す指標の一つに 3 次モーメント（3 乗の期待値）と 4 次モーメント（4 乗の期待値）とがある。これらのモーメントは、平均値と分散の影響を除くように標準化される。［平均値は、位置尺度には依存しないが、スケール尺度（たとえば分散）に依存する。］
確率変数 X の期待値が μ、分散が σ2 のとき、標準化確率変数 {\displaystyle Z=(X-\mu )/\sigma } は期待値 0、分散 1 となり、平均と分散の影響は除去される。
Z の 3 次モーメント {\displaystyle E(Z^{3}}) は歪度 {\displaystyle \beta _{1}^{1/2}} と呼ばれる。とくに標準正規確率変数の分布に歪みはなく、0 を中心として左右対称であるから歪度は 0 である。歪度の符号によって、正の歪みをもつ分布、負の歪みをもつ分布といわれる。
Z の 4 次モーメント {\displaystyle E(Z^{4})-3} は尖度 β2 と呼ばれる。分散が σ2 である正規分布ならば、平均値まわりの 4 次モーメント {\displaystyle E(Z^{4})-3} は {\displaystyle 3\sigma ^{4}-3} であり、標準正規確率変数では {\displaystyle \beta _{2}=0} である。正負を基準にして、{\displaystyle \beta _{2}>0} の分布は急尖的分布と呼ばれ、正規分布よりも両裾が厚い分布になる。一方、{\displaystyle \beta _{2}<0} の分布は緩尖的分布と呼ばれ、正規分布よりも両裾が薄い分布になる。
たとえば対数正規分布に従う確率変数の歪度は正であり、尖度は常に 3 より大きい。

## 推定
一般に、平均まわりの k 次モーメント {\displaystyle E((X-\mu )^{k})} は、k 次の標本モーメントによって推定することができる。したがって、歪度と尖度は、原系列を標準化すれば 3 次の標本モーメント {\displaystyle b_{1}^{1/2}} および 4 次の標本モーメント {\displaystyle b_{2}} で推定できる。母分布が正規分布であるか否かを調べるためには、歪度と尖度が標準化された正規確率変数の値 0 と 3 に似るか否かを調べればよい（ジャック–ベラ検定）。ボウマン=シェントンは、正規性検定の指標
{\displaystyle JB=n{\frac {b_{1}^{2}}{6}}+n{\frac {(b_{2}-3)^{2}}{24}}}
が、帰無仮説が正規分布である下で自由度が 2 のカイ二乗分布に漸近的に従うことを示した。